# Münzenberg
Münzenberg település Németországban, Hessen tartományban. Lakosainak száma 5892 fő (2023. december 31.).

## Fekvése
Hungentől nyugatra fekvő település.

## Története

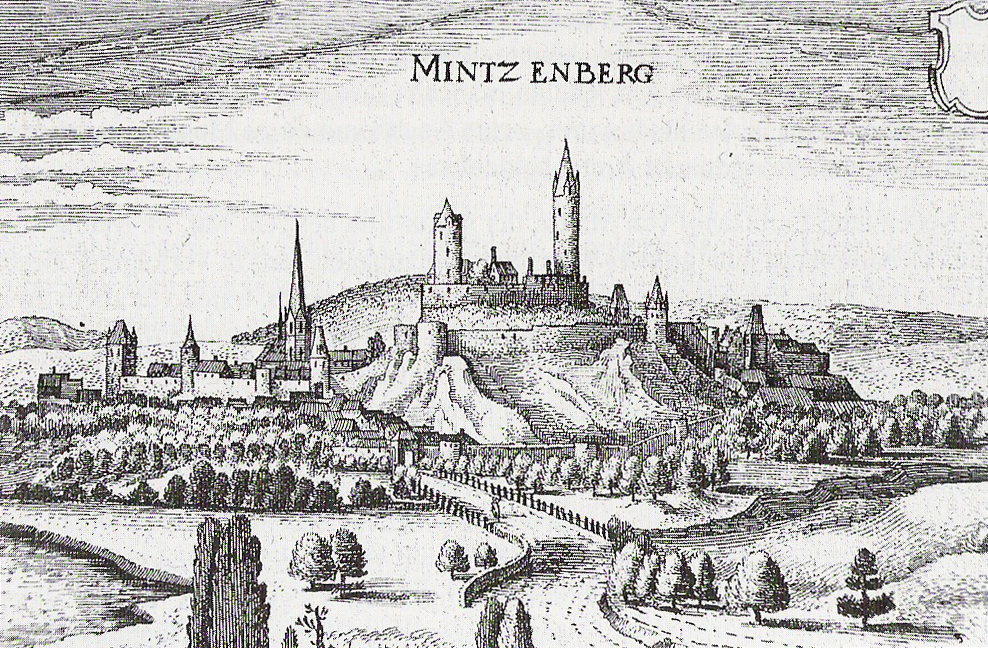
Münzenberg vára egy régi metszeten

Münzenberg nevét a 12. század második felében említették először, mikor I. Kunzen von Hagen-Arnsburg várat épített Münzenberg környékén, később 1115-től I. Kuno a vár után nevezte magát Münzenbergnek. 1245-ben pedig a településnek városi jogokat biztosított.
A Münzenberger-örökség Miinzenberg II. Ulrich halála után hat nővére között oszlott meg, de közösen működött. Így kezdetben mindegyik részesült belőle.
A hat nővér: Adelheid, ki Reinhard I. von Hanaut felesége lett, Isengard, ki I. Fülöp von Falkenstein gróf felesége lett, Mechtild, Engelhard von Weinsberghez ment feleségül, Irmengard, Konrad von Weinsberg felesége lett, Hedwig, Heinrich von Pappenheimhez ment feleségül és Agnes, ki Konrad von Schöneberghez ment feleségül.
Münzenberg vára Felső Hessen egyik legnagyobb erődítménye volt a középkorban. Tornyai és falai román stílusúak, kápolnája a gótikus időkből való.
A várból a szorosan a hegyhez símuló ferde templomtornyú falu és a környező tájra lehet látni.

## Nevezetességek

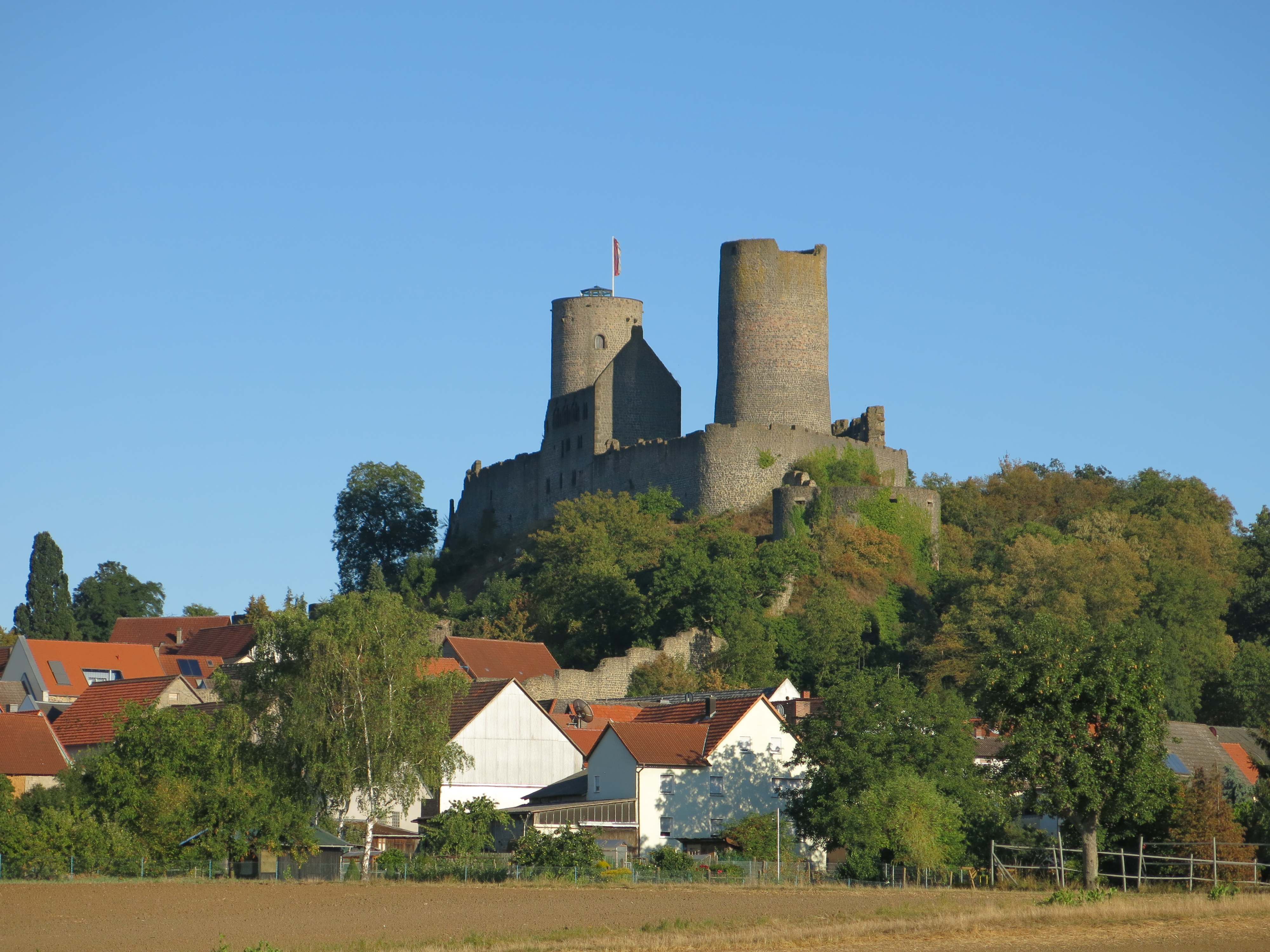
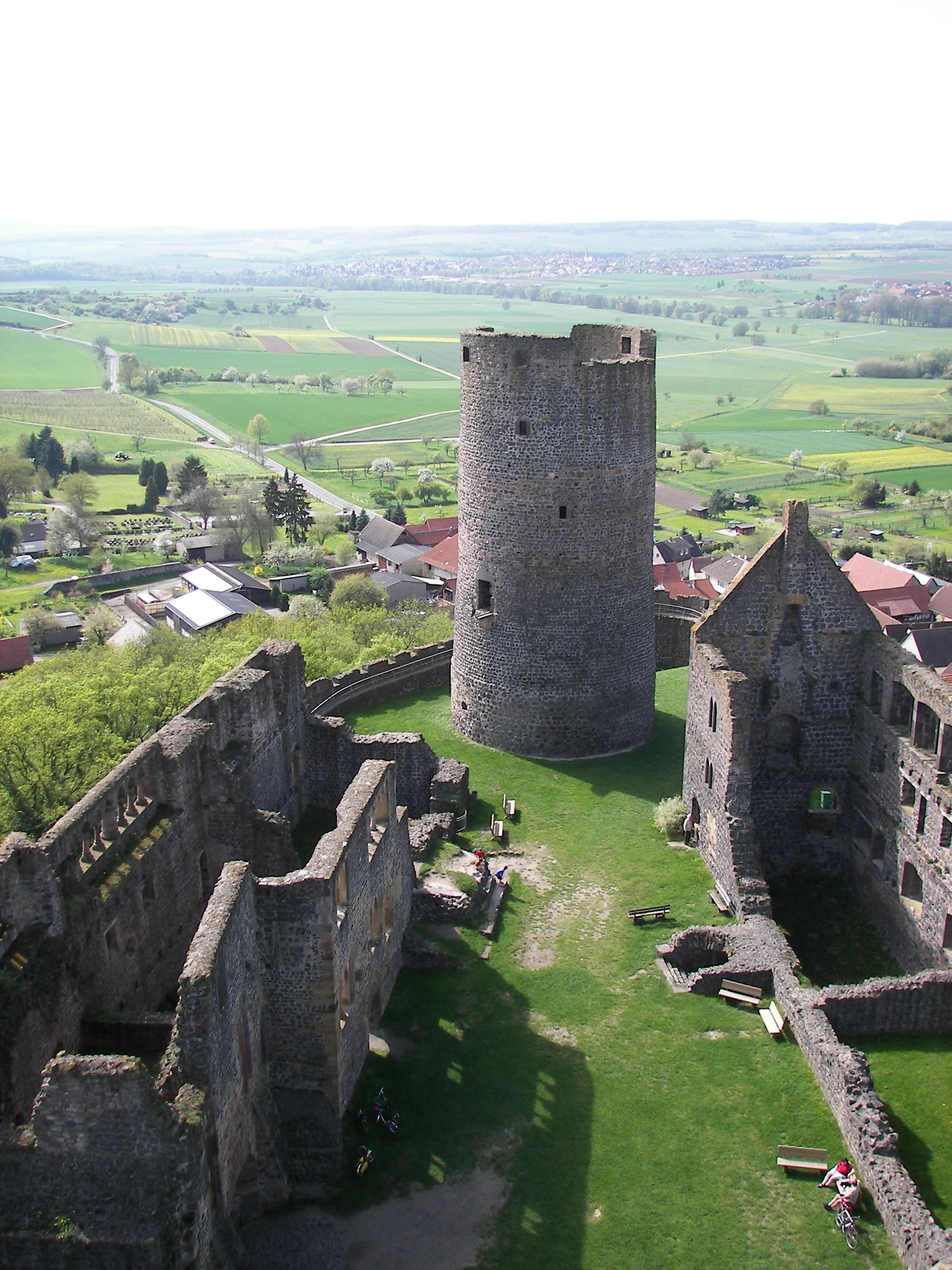
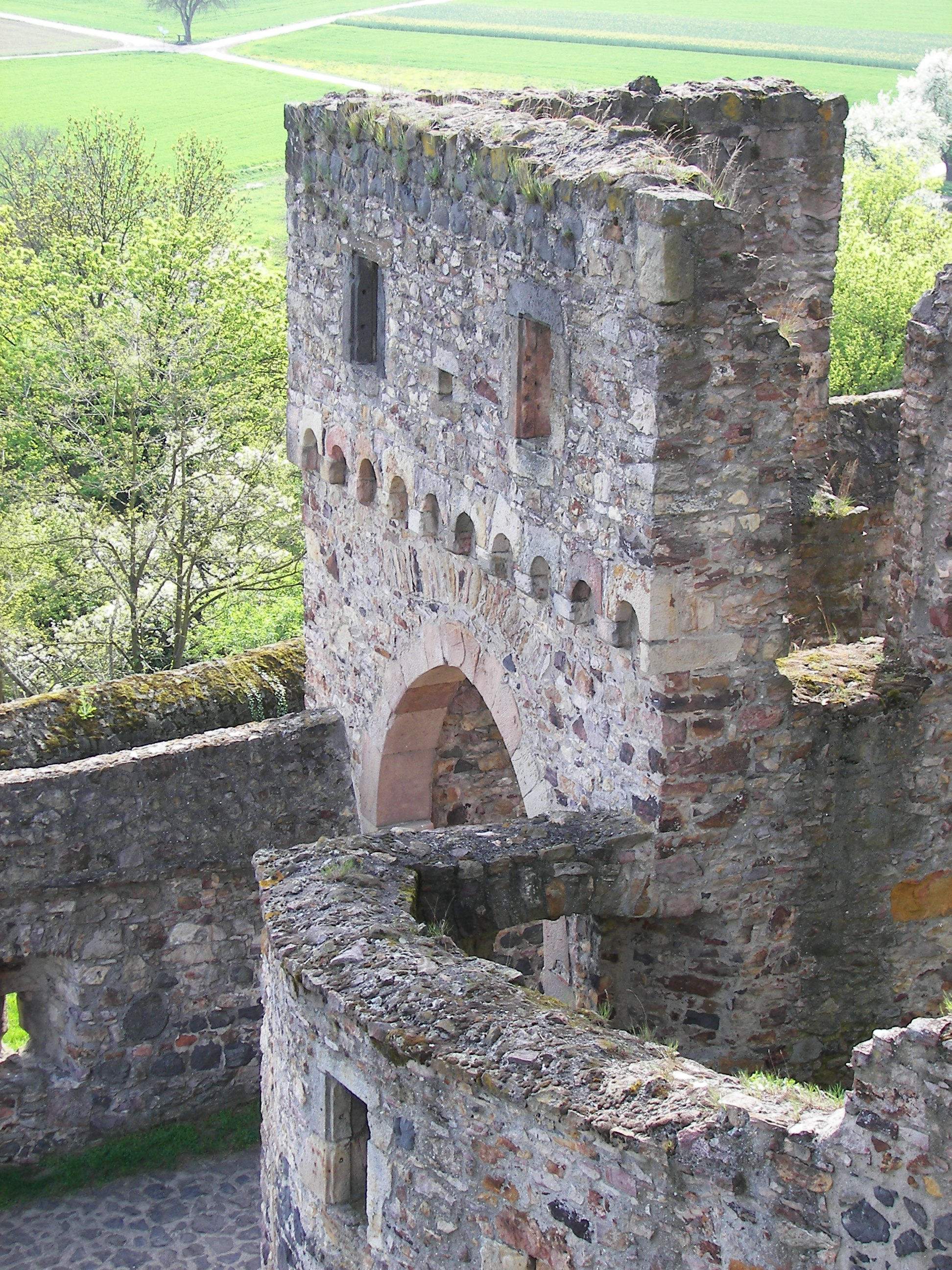
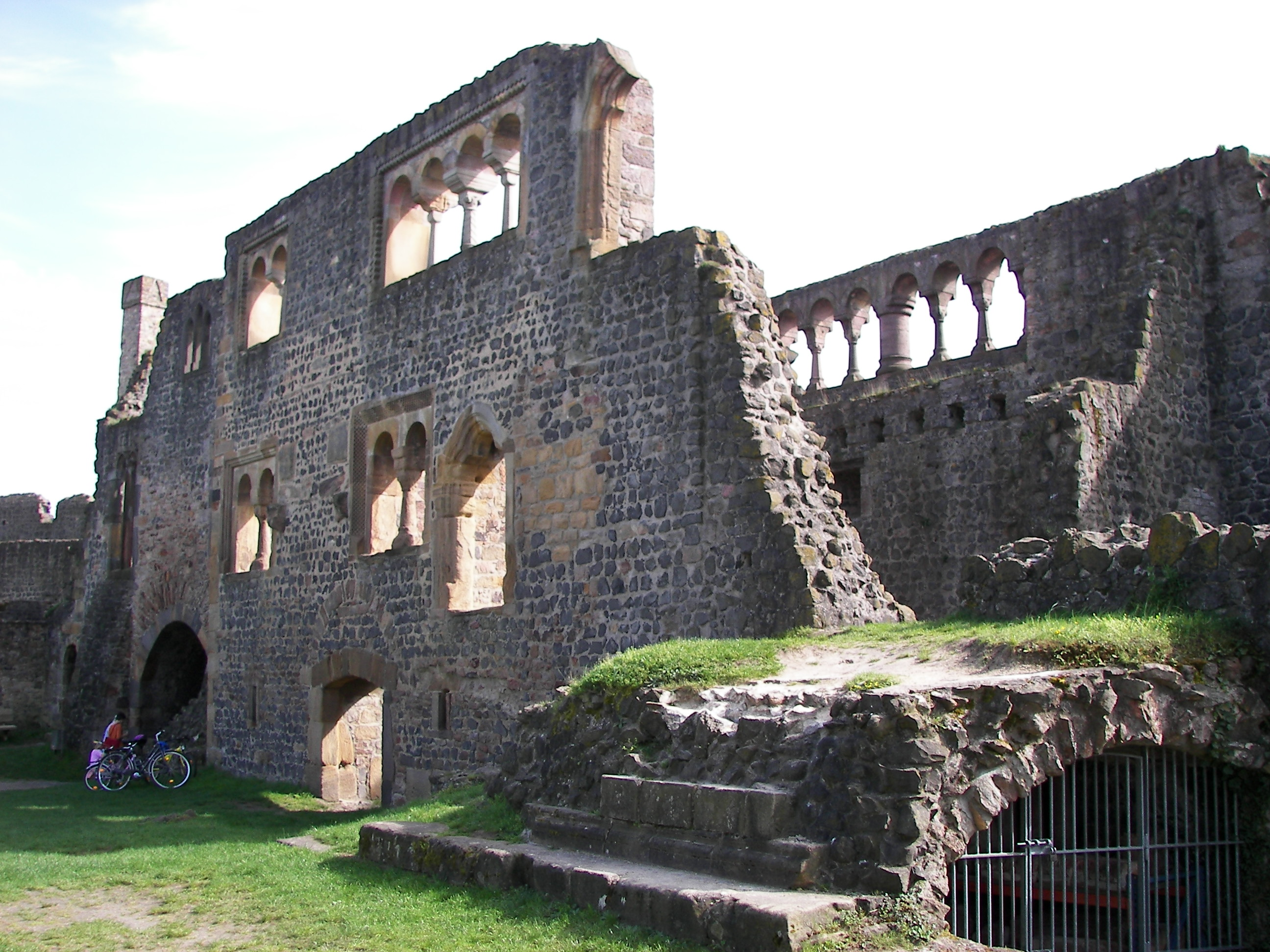
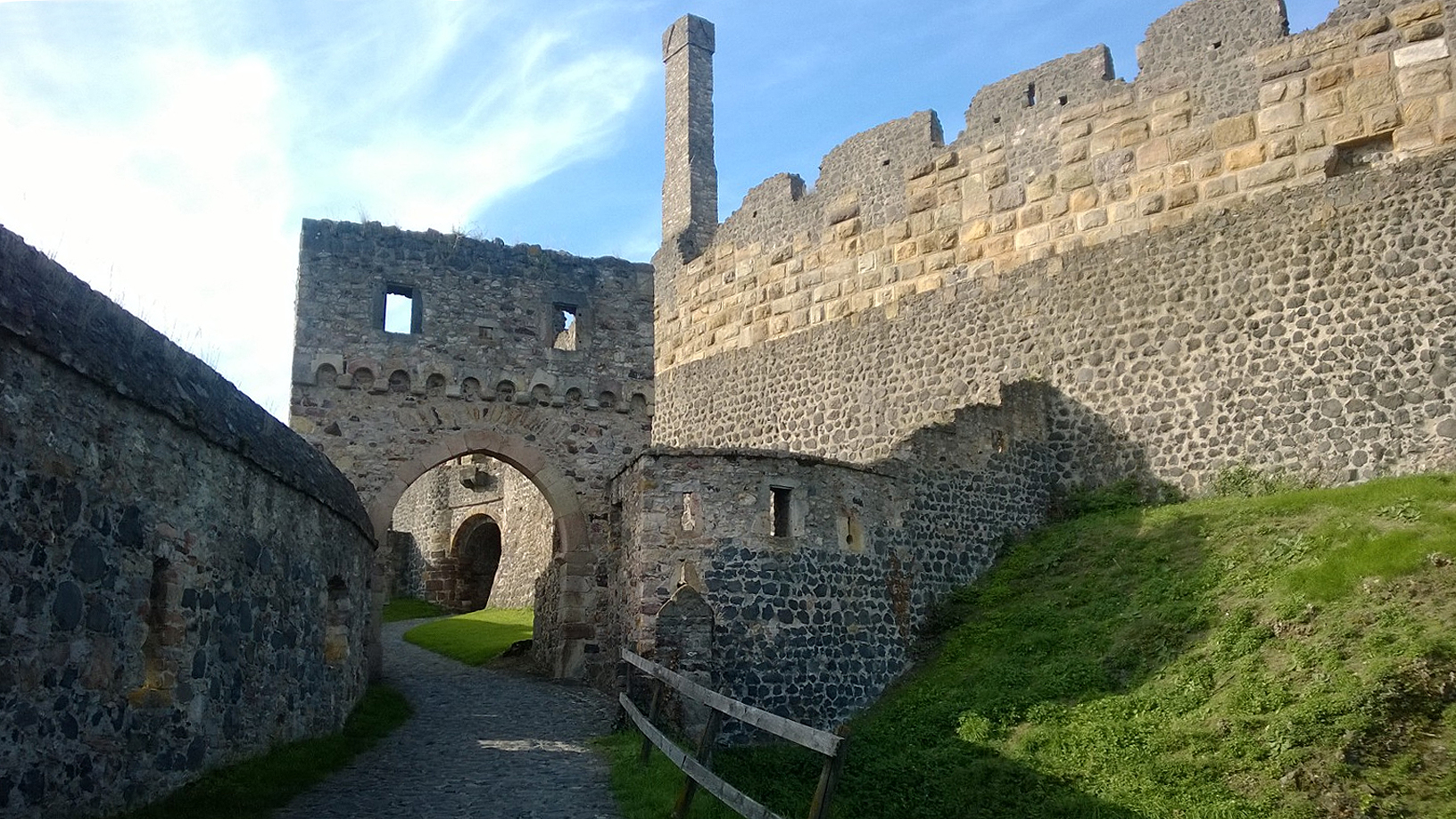
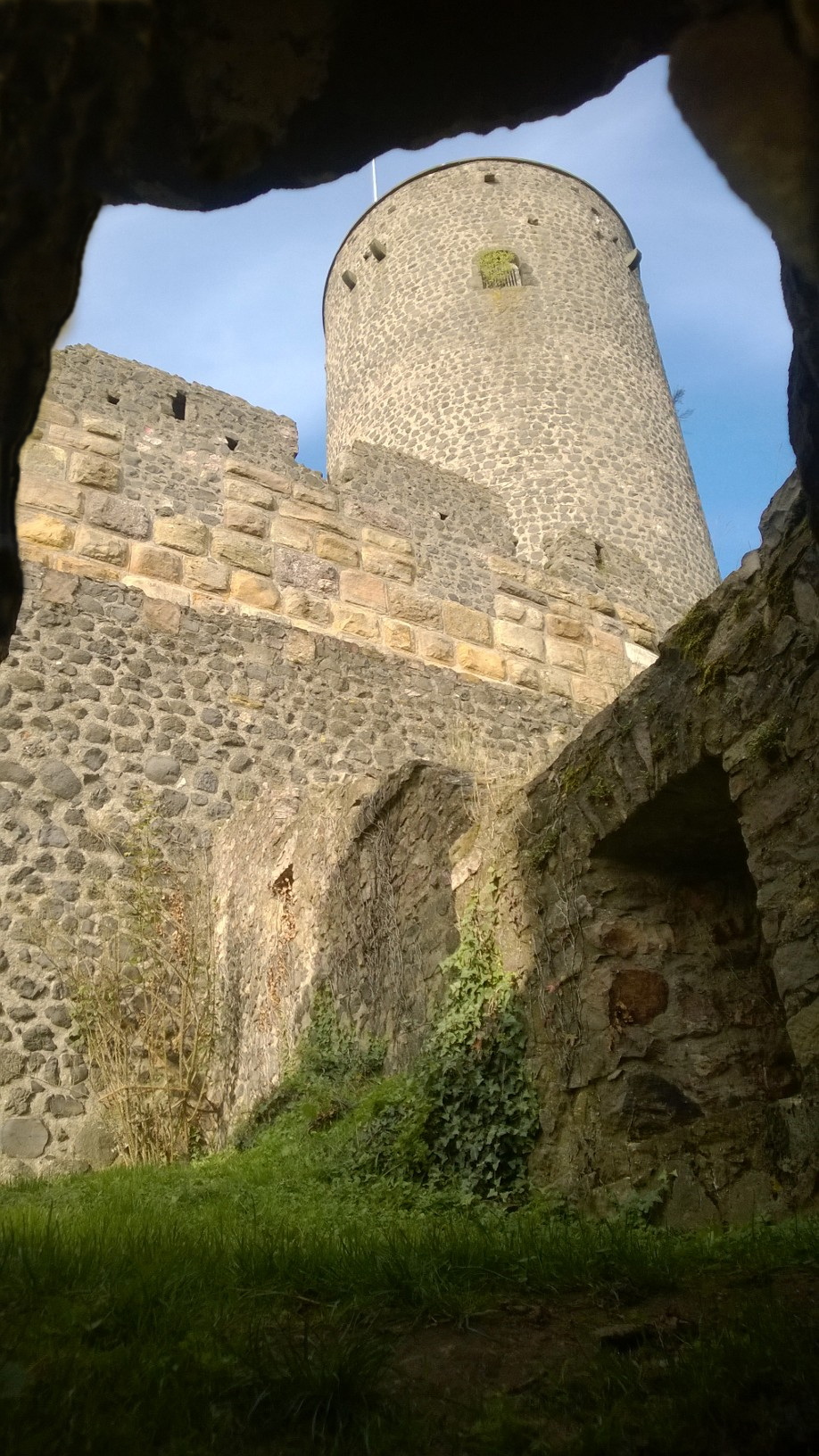
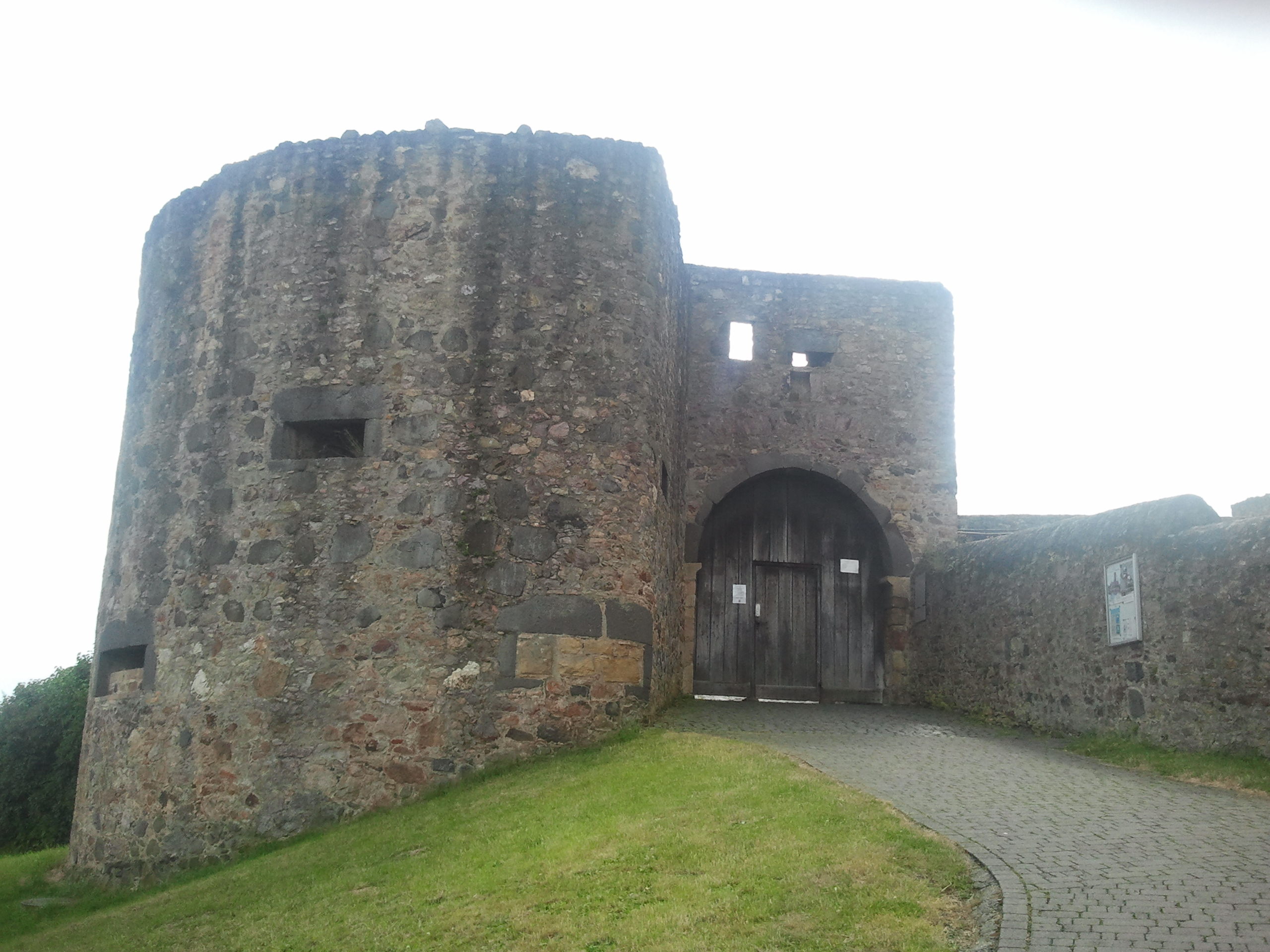
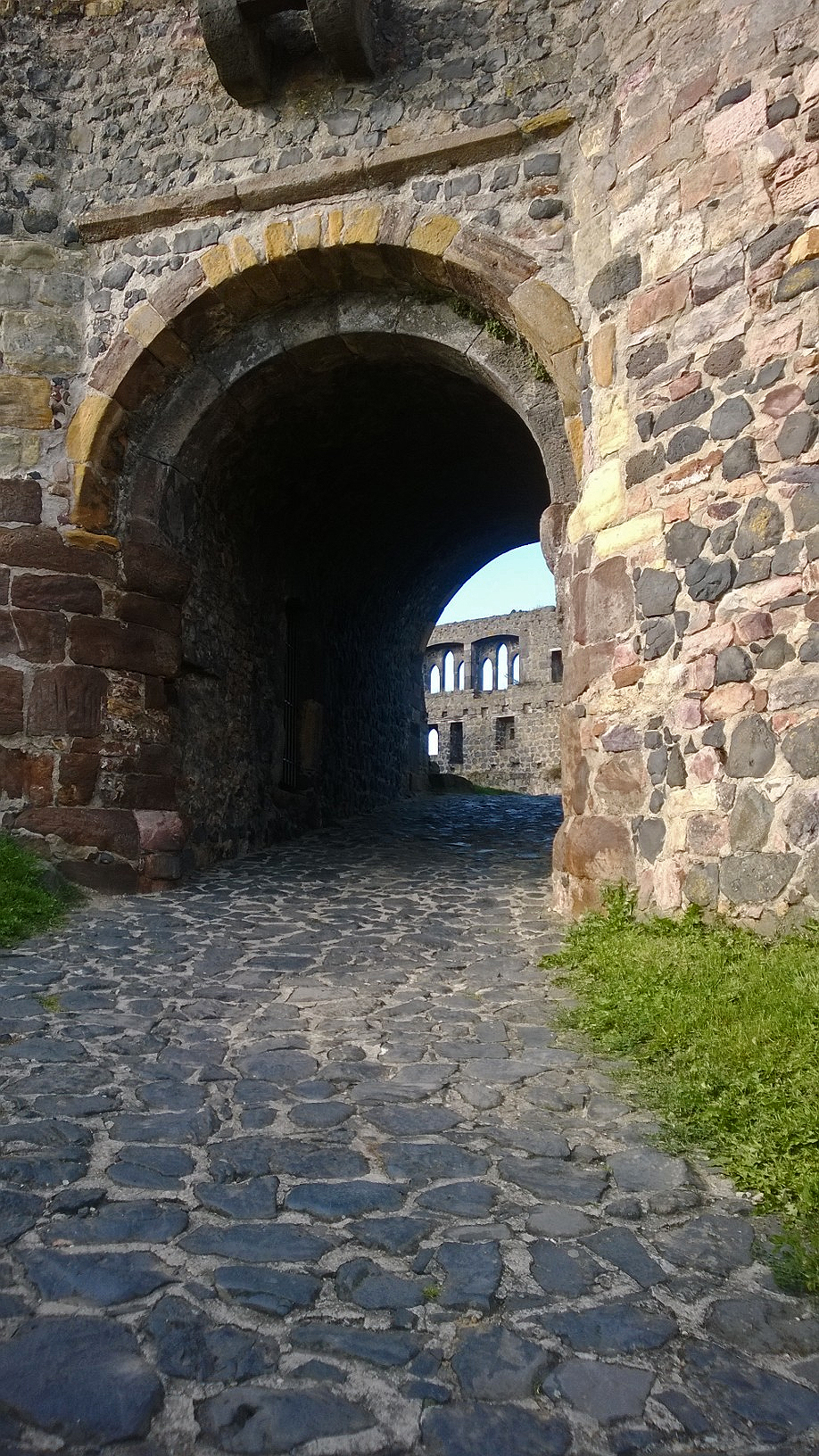

- Münzenberg vára

## Galéria

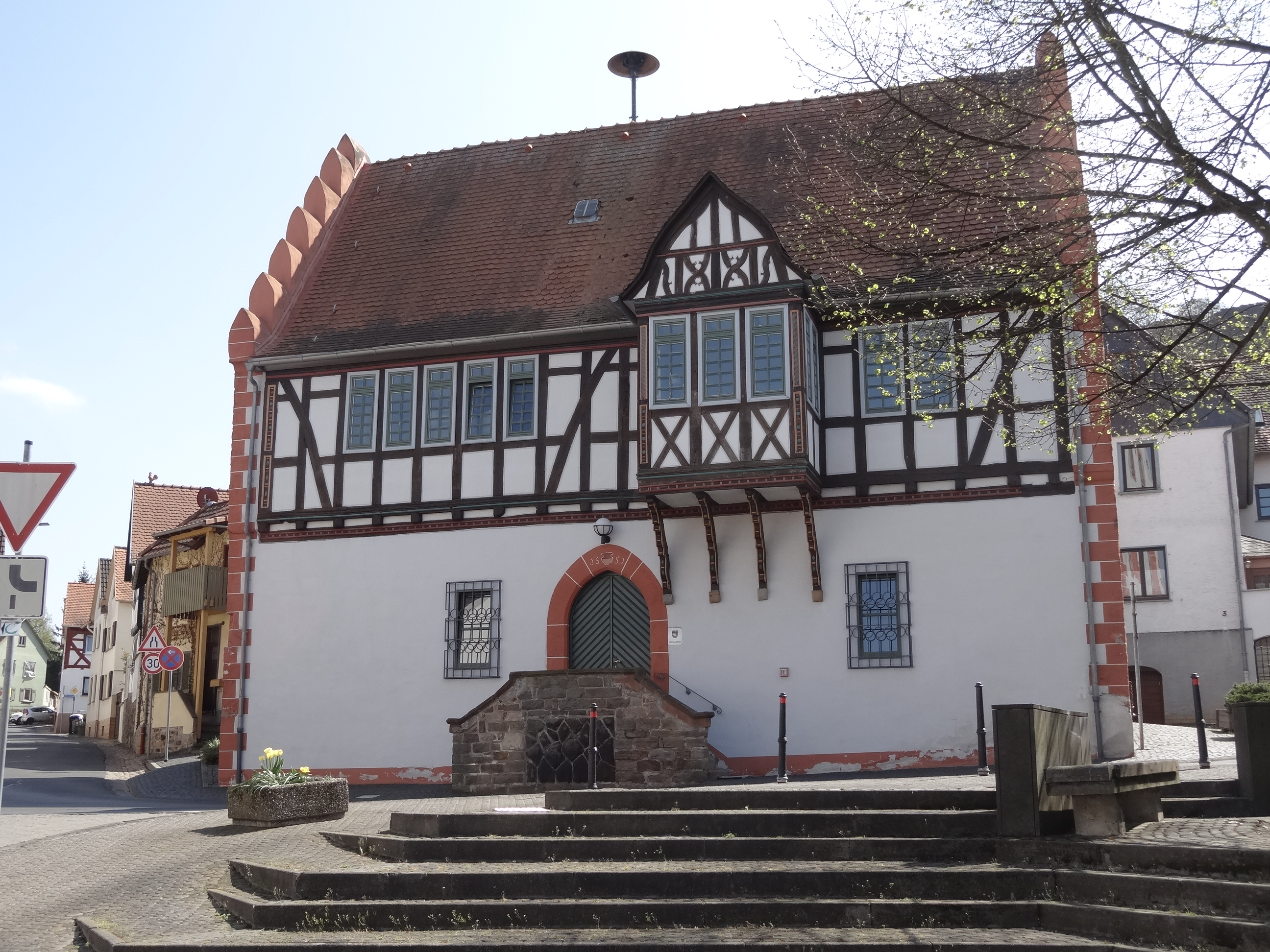
Markplatz
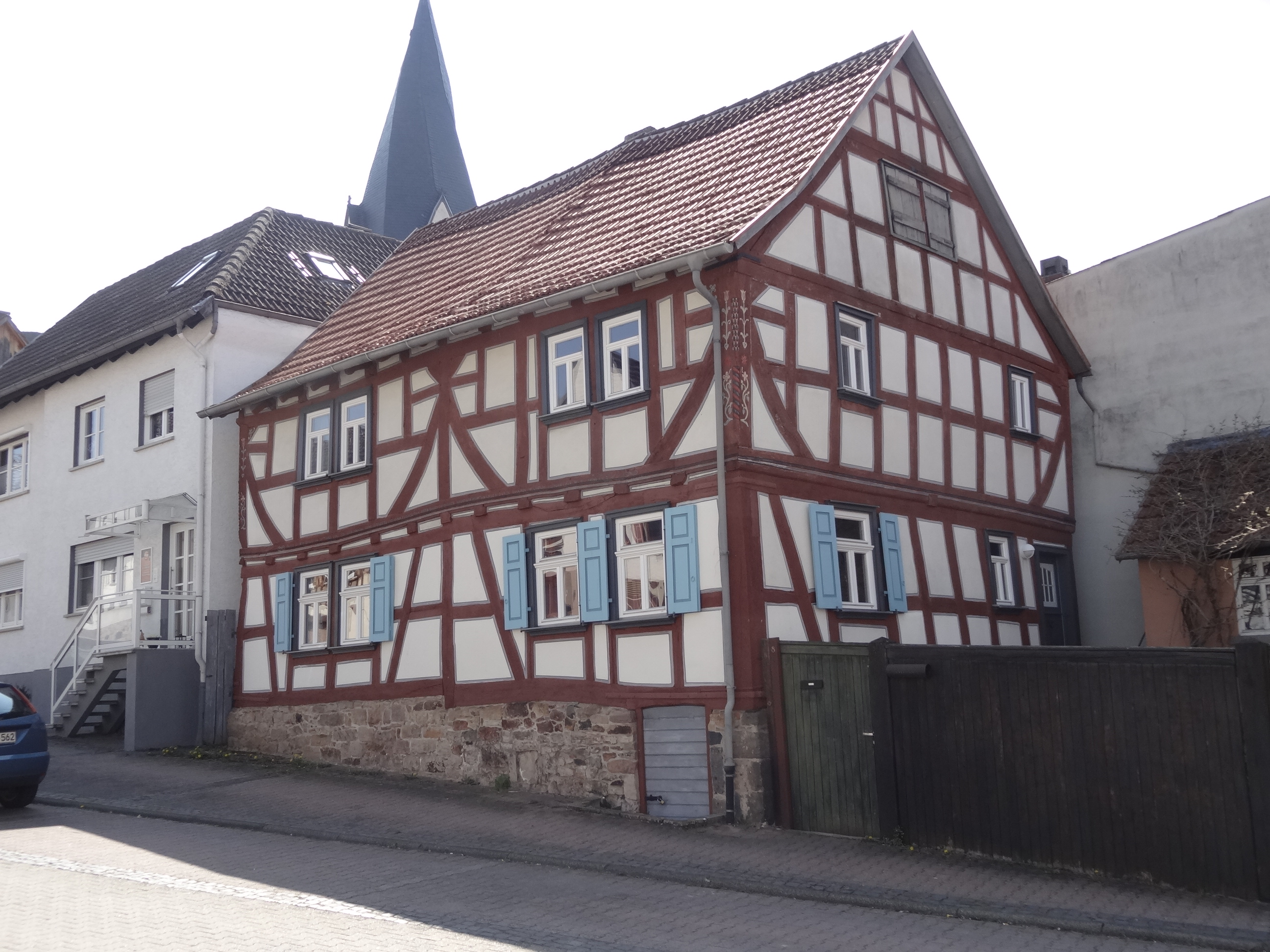
Markplatz, részlet
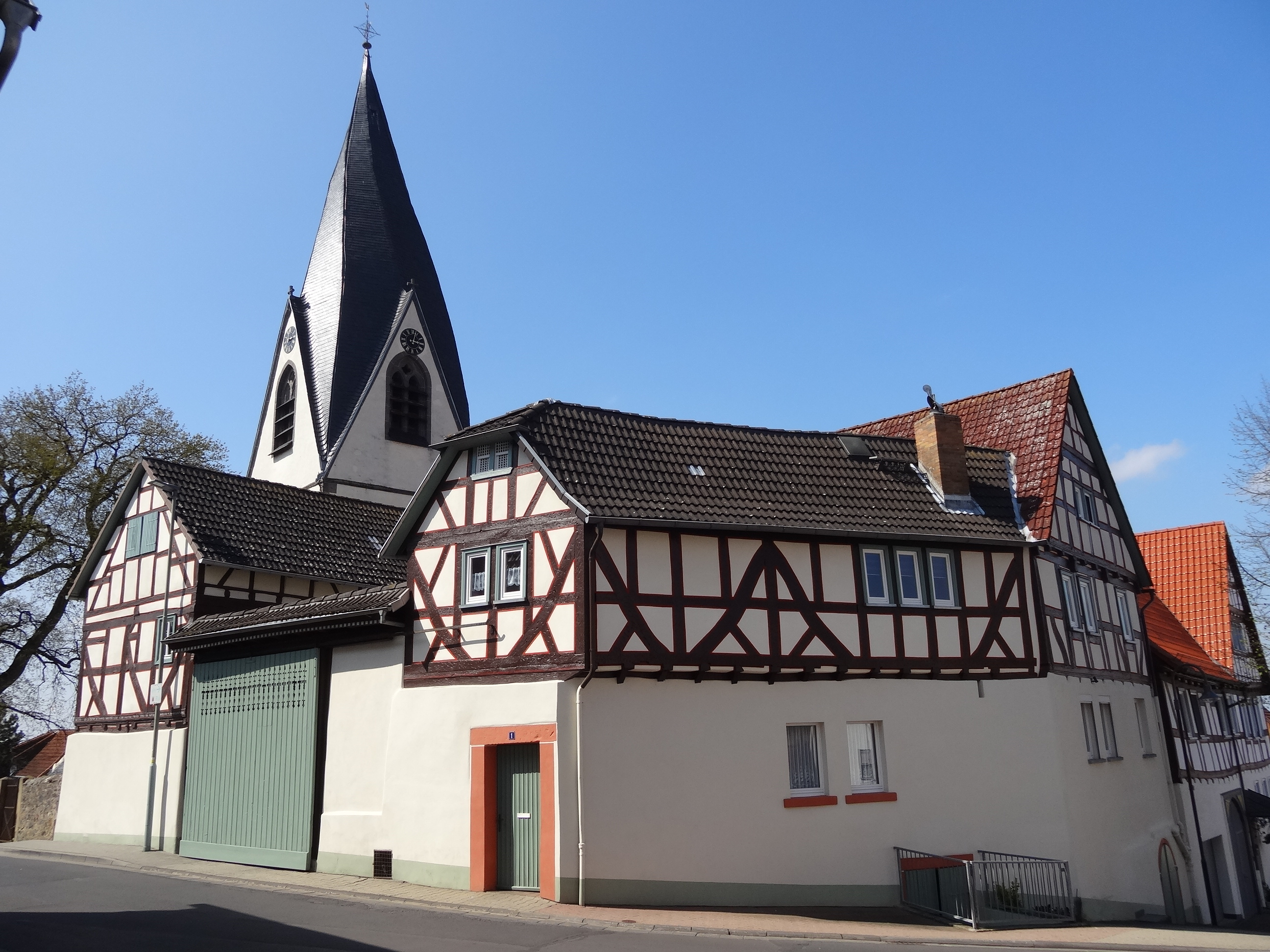
Eichergasse, utcarészlet
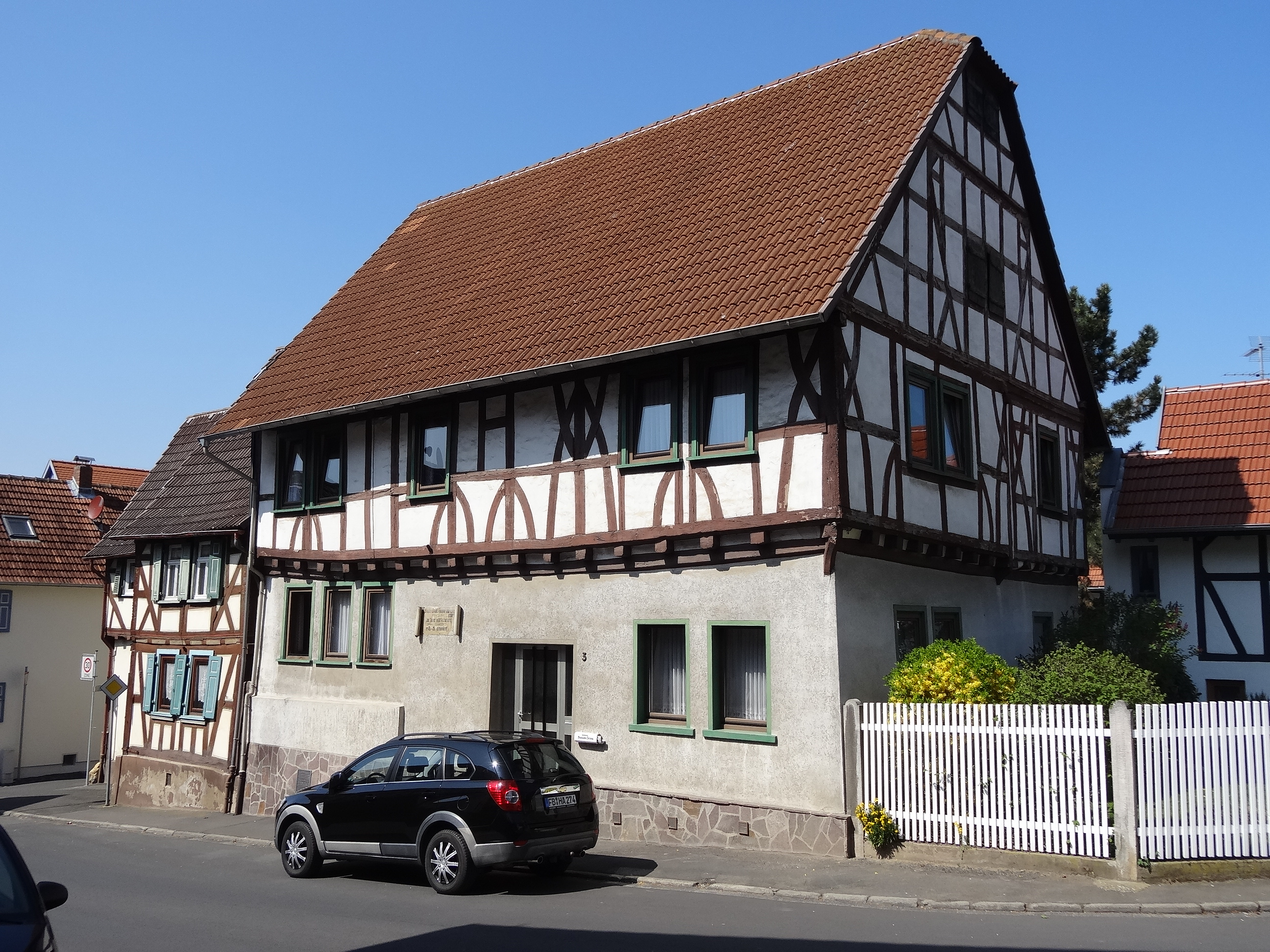
Eichergasse, részlet
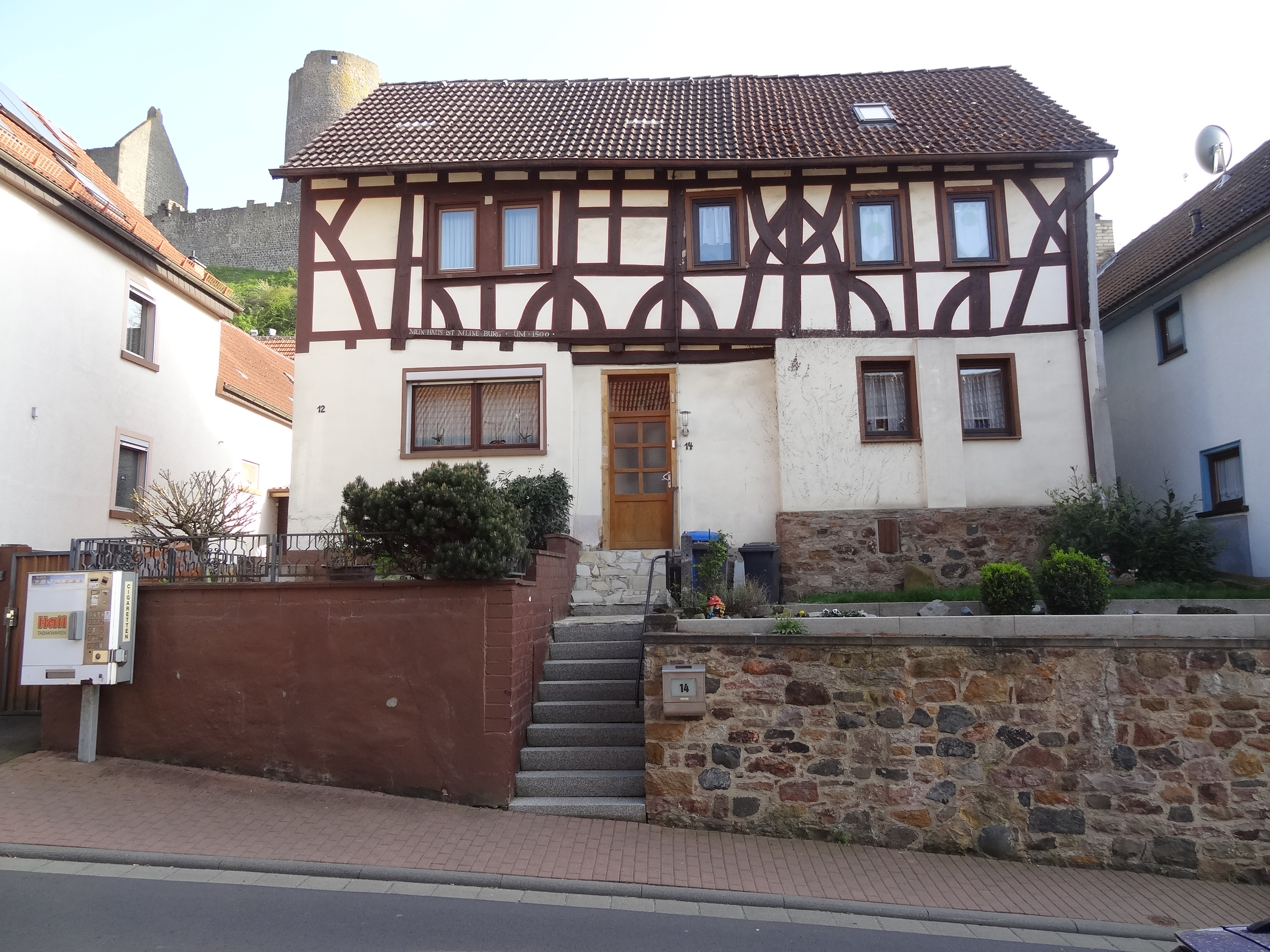
Eichergasse
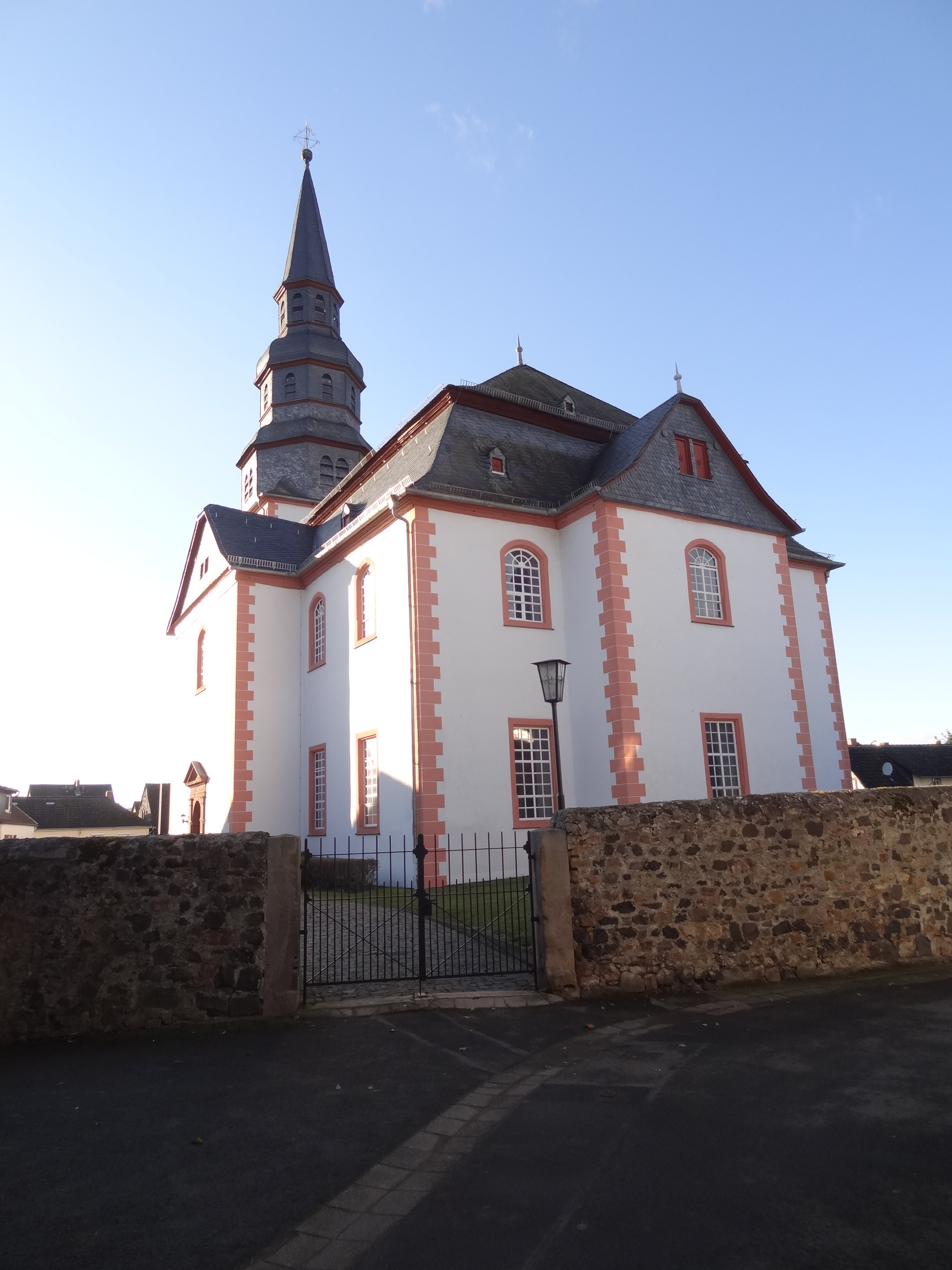
Evangélikus templom
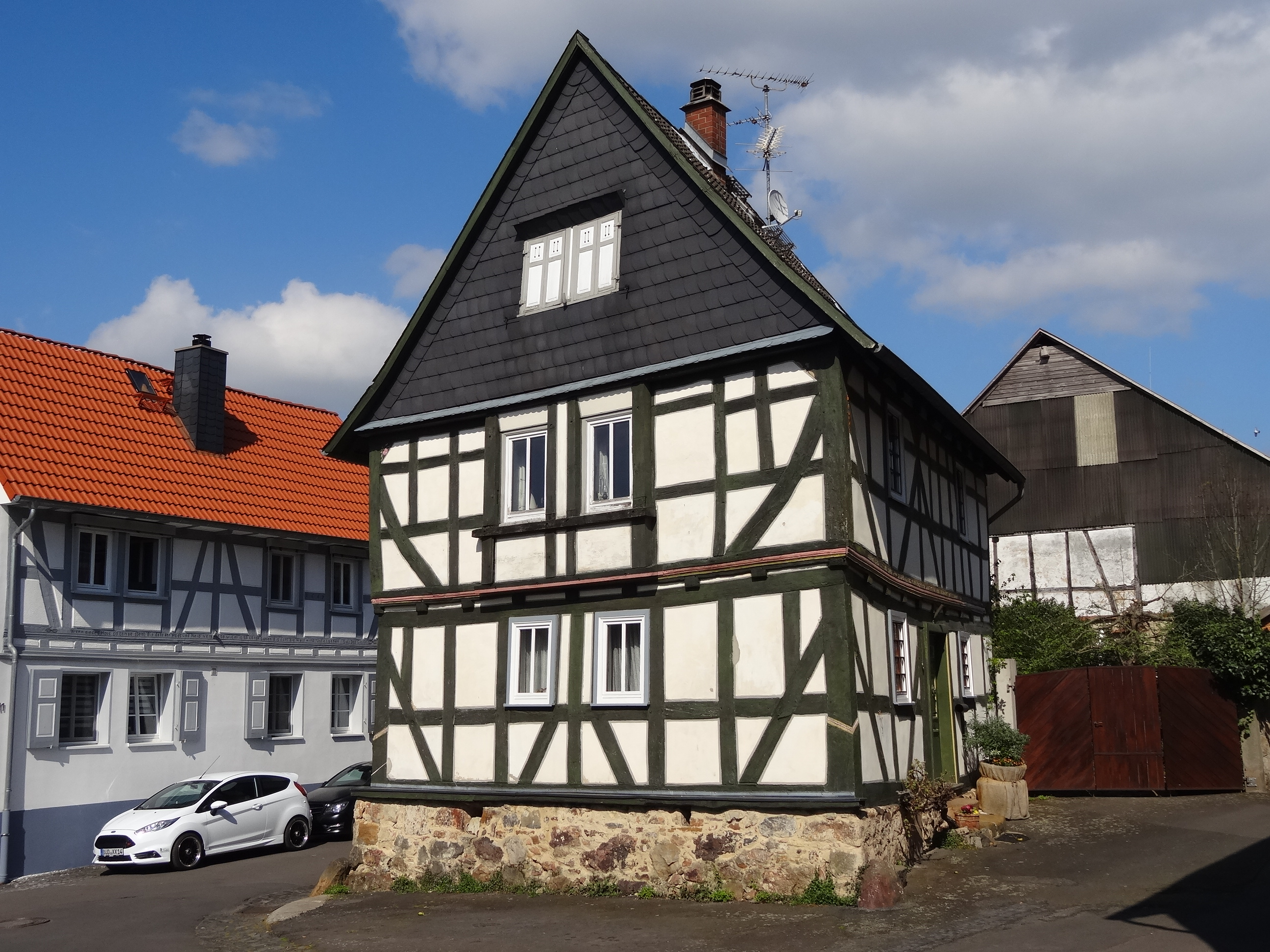
Utcarészlet
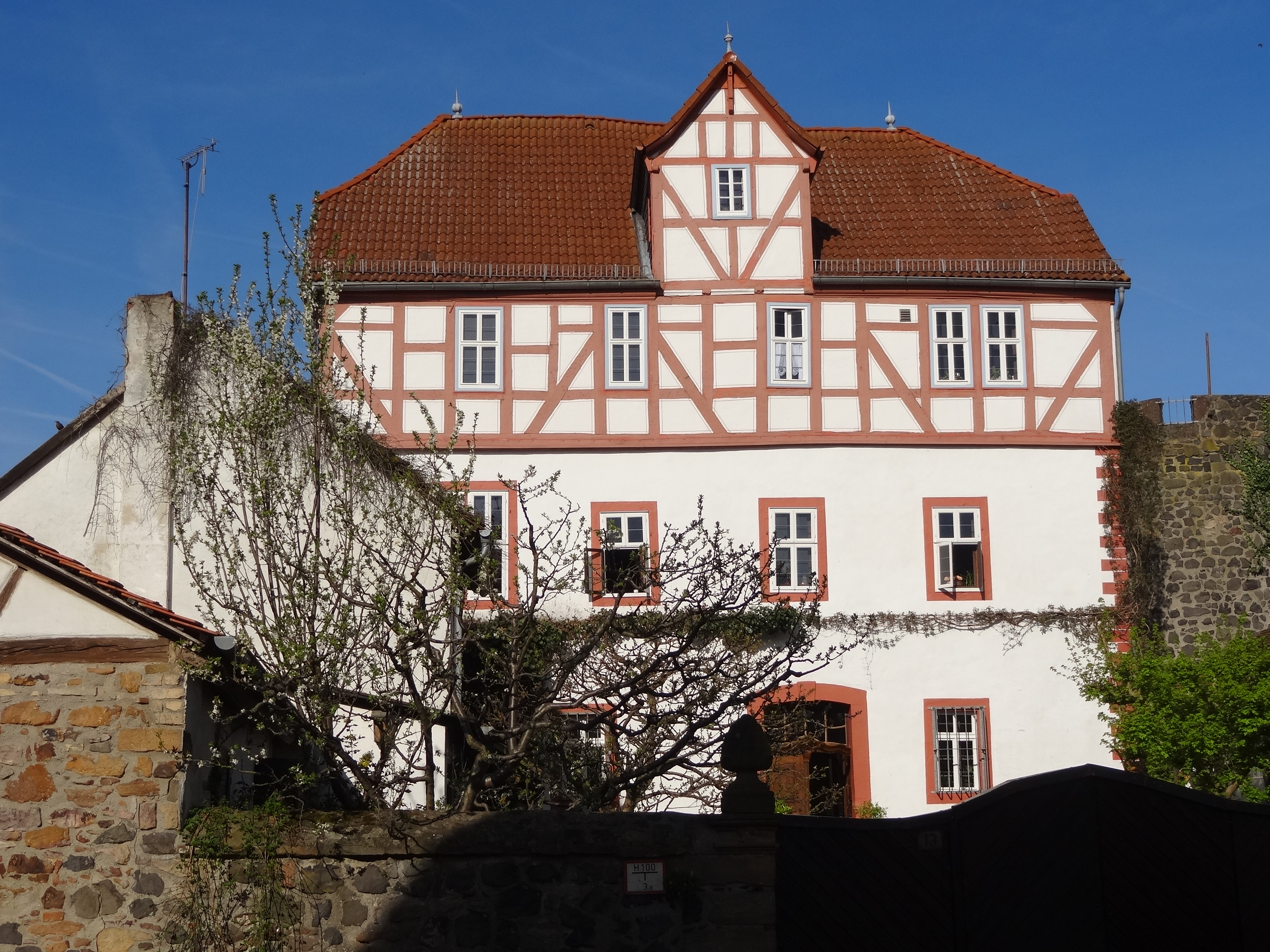
Városrészlet

## Népesség
A település népességének változása:
| Lakosok száma | 5619 | 5684 | 5769 | 5770 | 5832 | 5892 |
|               | 2015 | 2017 | 2019 | 2021 | 2022 | 2023 |